# ウングラニ・バ・カ・コーサ
ウングラニ・バ・カ・コーサ（Ungulani Ba Ka Khosa,またはUngulani ba ka Khosa、1957年8月1日 - ）とは、モザンビークの作家である。彼は二冊の本を出版しており、一冊は1987年の小説の『ウアララピ』（Ualalapi,モザンビーク・フィクション大賞を受賞した）であり、もう一冊は1990年の短編集の『狂人の乱交』Orgia dos loucosである。彼は次作のThe Kingdom of the Vulturesをほぼ書き終えた。
『ウアララピ』は兄弟のムドゥンガジ（後にングングニャネと呼ばれる）を殺すよう運命づけられたングニ人の戦士の名前から名づけられた。この架空の物語は19世紀末にポルトガル支配に対して抵抗運動を行ったことで著名なオシ（ツォンガ語で王、皇帝を意味する）・ングングニャネの生涯を描いている。しかしながら、口頭伝承では暴君としてよりは英雄として皇帝を描いている。著者は彼の権力が殺害された彼のライバルを抜かし、最終的な没落までを追っている。物語は専制に対する警告を偽装している。6つの緩やかに関係有るエピソードの修正である。この本はまだ英語に訳されていない。ポルトガル語のみで読める。
2002年に『ウアララピ』はガーナのアクラでの審査団によって、20世紀のアフリカ最高の本のうちの一冊だと宣言された。
2007年にコーサはOs Sobreviventes da Noiteによってジョゼ・クラヴェイリーニャ賞を受賞した。

## 作品
- Ualalapi: contos (1987)
- Orgia dos loucos (1990)
- Histórias de amor e espanto (1999)
- No reino dos abutres (2002)
- Os sobreviventes da noite (2005)